# Holothrix brevipetala
Holothrix brevipetala là một loài thực vật có hoa trong họ Lan. Loài này được Immelman & Schelpe mô tả khoa học đầu tiên năm 1981.